# Neoclytus lebasii
Neoclytus lebasii là một loài bọ cánh cứng trong họ Cerambycidae.